# Grind Session
Grind Session è un videogioco di skateboard, sviluppato dalla Shaba Games e pubblicato dalla Sony sulla piattaforma PlayStation nel 2000. Si distingue dal precedente per la semplicità nella giocabilità grazie all'uso di tasti ridotto per eseguire i numerosi trick presenti nel gioco.

## Modalità di gioco
Creando un personaggio di fantasia a inizio gioco, caratterizzandolo a proprio piacimento oppure utilizzando uno dei personaggi reali, ci si può addentrare nelle varie possibilità di gioco. Il videogioco si sviluppa attraverso varie modalità, che possono essere a uno o a più giocatori in modalità multiplayer, fino a 16 giocatori.

### Giocatore singolo

#### Allenamento
La modalità iniziale per avvicinarsi al gioco. All'interno di un hangar, riadattato da skatepark, il giocatore inizia ad praticarsi imparando i primi trick e prendere confidenza con i tasti. Andando avanti nello svolgimento della modalità "torneo" è possibile sbloccare un nuovo livello di allenamento, il Convoy, ossia una rampa trainata da un camion.

#### Prove libere
È la modalità di gioco più semplice con la quale ci si può cimentare. Il giocatore può scegliere uno dei vari livelli a disposizione e girare senza limiti di tempo per l'intero livello.

#### Resistenza
In questa modalità il giocatore sfida il videogioco. Infatti il personaggio da noi guidato, deve eseguire in un tempo limite (90 secondi) una serie di trick imposti dal videogioco. Se si ripete per tutti i skatepark presenti nel gioco, si sblocca un personaggio aggiuntivo da poter utilizzare.

#### Torneo
La modalità principale dell'intero gioco. Iniziando con un personaggio creato s'inizia una carriera partendo dal primo skatepark. All'inizio di questa carriera, il personaggio parte da un punteggio (detto rispetto) che è pari a 0. Per accedere allo skatepark successivo, il personaggio deve guadagnare un certo rispetto. Il punteggio rispetto si incrementa attraverso i vari livelli, grazie al raggiungimento di alcuni parametri: punti, punti pro, oggetti travolti (transenne, bottiglie, ecc...) e linee tecniche. Le linee tecniche sono una serie di percorsi all'interno dello skatepark che il giocatore deve fare senza cadere dallo skateboard. Esse sono il parametro che danno più punti rispetto ed in base alla difficoltà, aggiungono del tempo extra (5,10,20 secondi) per poter migliorare i punteggi. In caso di raggiungimento del punteggio massimo per ogni parametro, si ottiene una chiave, che servirà a fine torneo per riuscire ad aprire la dream house ed evocare il Maestro AO.

### Multiplayer

#### Gara
I giocatori (da 2 fino ad un massimo di 6) scambiandosi il controller, possono sfidarsi in gare da 90 secondi, in ogni skatepark del gioco con l'obiettivo di realizzare più punti degli altri.

#### Sfida tecnica
I giocatori (da 2 fino ad un massimo di 16), possono sfidarsi a squadre (da 2 a 4), sempre in gare da 90 secondi, in ogni skatepark del gioco con l'obiettivo di totalizzare il punteggio din la squadra più alta.

#### Skate
I giocatori (da 2 fino a un massimo di 6), possono sfidarsi in una gara molto divertente, seguendo il vecchio e caro gioco dell'"A-S-I-N-O". I giocatori devono realizzare dei trick in successione senza cadere. Ogni volta che un giocatore cade gli viene aggiunta una lettera, fino a completare la parola (nel gioco è goffo). Chi completa la parola G-O-F-F-O per ultimo ha vinto.

## Skater
Elenco degli skater utilizzabili nel gioco
Skater iniziali
- Willy Santos
- Daewon Song
- Cara-Beth Burnside
- Ed Templeton
- Pigpen
- John Cardiel

Skater da sbloccare
- Skator (un robot di latta cubico)
- Rex (un dinosauro)
- Hang Man
- Stanley (un alieno)
- Dave Carnie (del "Big Brother Magazine")
- Demon
- Stinger (un'ape aliena)
- Golgotha (un mostro umanoide)
- Master AO (sbloccabile dalla dream house)

## Skatepark
Gli skatepark del gioco sono realizzati prendendo spunto da skatepark realmente esistenti in tutto il globo.
- Da Banks - Brooklyn - NYC
- San Francisco Mission
- Burnside
- Slam City Jam
- Atlanta
- PlayStation Skatepark - Londra
- Detroit
- Huntington - Huntington Beach
- Dream House (livello segreto sbloccabile tramite le chiavi del torneo)

## Dream House
La Dream House è il livello segreto che si sblocca alla fine della modalità torneo, una volta ottenute tutte le chiavi di ogni skatepark. Ha il look da casa di grande lusso, un tempio della cultura skate. La Dream House è divisa in due ali: ovest ed est. In ogni ala ci sono 3 stanze e 4 monete (una moneta è nell'atrio). Una volta collezionate tutte e 8 le monete totali, si potrà invocare il Master AO, lo skater "guru", il più forte del gioco.
Dream House - Ala Est
- Music Hall
- Fontana
- Acquario
- Atrio

Dream House - Ala Ovest
- La Rampa
- Stanza Dei Sogni
- Drop Room
- Atrio

## Colonna sonora
Le canzoni presenti nel gioco sono 11 e in prevalenza di genere punk rock e rap, tipo di musica principale della cultura skate. Hanno collaborato la maggior parte degli artisti principali del genere.
- Black Flag - "Rise Above"
- Cornelius - "Galaxie Express"
- Dr.Octagon - "Blue Flowers"
- GZA - "Publicity"
- Jurassic 5 - "Jayou"
- KRS-One - "Out For Fame"

- NOFX - "Linoleum"
- Man or Astro-man? - "Television Fission"
- Sonic Youth - "In the Mind of the Bourgeois Reader"
- X-Ecutioners - "Raida's Theme"
- Zen Guerrilla - "Empty Heart"